# Marion Cotillard
Marion Cotillard (Parijs, 30 september 1975) is een Franse actrice. In 2008 ontving ze een Oscar voor Beste Vrouwelijke Hoofdrol voor haar vertolking van de Franse zangeres Édith Piaf in La Môme.

## Biografie

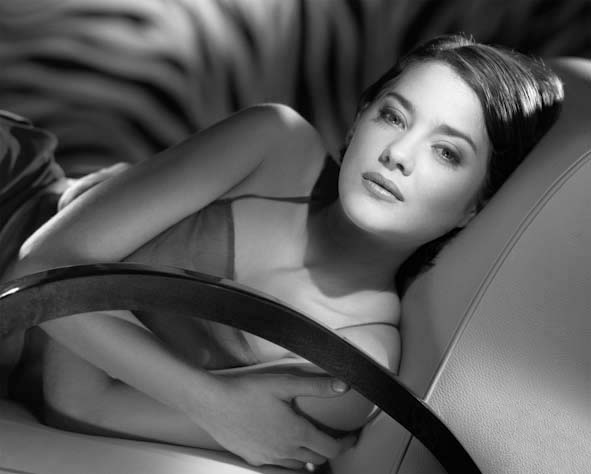
Marion Cotillard in 1999.

Ze werd geboren met een Franse vader en een Berberse moeder in Parijs en groeide op in Orléans. Haar ouders zijn beiden acteur. Cotillard begon haar acteercarrière in 1993 in de televisieserie Highlander. Ze won de eerste prijs op het conservatoire d'Art Dramatique d'Orléans in 1994 en werd internationaal bekend door haar rol als Lili Bertineau in de Franse actiefilm Taxi uit 1998 en de twee vervolgen Taxi 2 en Taxi 3. Voor haar dubbelrol in Les jolies choses (2001) kreeg ze goede kritieken en in 2003 speelde ze in Big Fish van  Tim Burton. Een jaar later won Cotillard de César voor beste actrice voor haar rol als moordenares Tina Lombardi in Un long dimanche de fiançailles. Op het Cannes Film Festival won ze de Chopard Trophy voor de meest opzienbarende actrice. In 2007 speelde Cotillard de rol van Édith Piaf in de Franse speelfilm La Môme, de biografische film over deze Franse zangeres en die in het buitenland uitgebracht werd als La Vie en Rose. Ze deed niet meer mee in de vierde Taxi-film Taxi 4.
Cotillard is een groot bewonderaar van Canadees singer-songwriter Hawksley Workman en speelde in twee van zijn videoclips. Ook is ze woordvoerster voor Greenpeace.
Bij de uitreiking van de 80ste editie van de Oscars in 2008 viel Cotillard in de prijzen. Voor haar Edith Piaf-vertolking in La Vie En Rose kreeg ze een Oscar voor beste actrice.
Ze heeft een relatie met Guillaume Canet sinds 2007. Samen hebben ze een zoon en een dochter.